# Umut Bozok
Umut Bozok, né le 19 septembre 1996 à Saint-Avold en France, est un footballeur international turc qui évolue au poste d'avant-centre à l'Eyüpspor. Il possède également la nationalité française.

## Biographie

### Carrière en club

#### Formation au FC Metz et débuts à l'Athlético Marseille
Umut Bozok commence le football dans le club de sa ville, l'Etoile Naborienne Saint-Avold, à l'âge de 6 ans. Fort physiquement, il débute comme défenseur central. Il est ensuite formé au FC Metz de 2011 à 2016. En raison de performances moyennes, il ne reçoit pas de contrat professionnel et n'est pas conservé par le club lorrain en raison « d'une qualité physique qui ne sortait pas du lot », même si son directeur de centre de formation de l'époque le voyait comme ayant "toute la panoplie du buteur". Originaire de Moselle, il déclare qu'il s'agissait de son club de cœur et qu'il était un vrai Grenat. 
À l'été 2016, son agent le propose au directeur sportif de l'Athlético Marseille qui évolue en National. Il effectue un essai d'une semaine qui est concluant. Il fait ses débuts le 5 août 2016 sur la pelouse du CA Bastia. Il inscrit son premier but le 26 août face au CS Sedan. Le 16 septembre, il marque son premier doublé contre Béziers. Il termine meilleur buteur du championnat avec 18 réalisations, et fait partie de l'équipe type de la saison lors des trophées de la FFF, ainsi que par le vote des entraîneurs pour le site Foot-National. Malgré ses performances, Athlético Marseille ne décroche pas la promotion en Ligue 2.

#### Nîmes Olympique
Le 9 juin 2017, il s'engage pour trois ans avec le Nîmes Olympique. Il joue son premier match sous ses nouvelles couleurs le 28 juillet 2017 contre le Stade de Reims. Il marque son premier but le 8 août dans le cadre du premier tour de la Coupe de la Ligue face au Havre AC. Son premier but en Ligue 2 a lieu le 8 septembre 2017 sur le terrain de l'AC Ajaccio (victoire 4-1).
Lors de cette saison, il réalise la performance d'inscrire trois triplés d'affilée à domicile avec le Nîmes Olympique. Il met son premier triplé le 20 octobre 2017 face au Stade brestois (victoire 4-0), puis son deuxième le 3 novembre 2017 contre l'US Quevilly-Rouen (victoire 4-1), et enfin son troisième le 24 novembre 2017 contre le FC Bourg-Péronnas (victoire 4-0). Il termine la saison 2017-2018 comme meilleur buteur du championnat, et voit également son équipe terminer à la 2e place, et décrocher l'accession en Ligue 1.
Il inscrit son premier but en Ligue 1 le 16 septembre 2018 sur le terrain de Bordeaux (score final : 3-3). Nîmes se maintient très vite dans l'élite mais Umut Bozok vit une saison difficile puisqu'il n'inscrit que deux buts en vingt-cinq matchs. Il déclare à ce sujet à L'Équipe le 26 avril 2019 « ne pas vouloir revivre une année comme ça ».

#### FC Lorient
Après deux saisons au Nîmes Olympique, il s'engage le 18 juin 2019 au FC Lorient pour trois ans, plus une année en option en cas de montée des Merlus en Ligue 1. Il débute sous ses nouvelles couleurs le 29 juillet 2019 lors de la réception du Paris FC (1re journée, victoire 3-0). Deux semaines plus tard, il se blesse à l'adducteur et Christophe Pélissier annonce son indisponibilité pour une durée d'environ un mois. Il opère son retour face à Rodez le 23 septembre.
Le 19 octobre 2019, lors du match nul 2-2 face au Havre AC, il inscrit son premier but sous les couleurs lorientaises.
Lors de la saison 2020-2021, Pélissier dispose de nombreuses options en attaque avec la présence de Pierre-Yves Hamel, Adrian Grbic, Yoane Wissa et Terem Moffi. N'ayant disputé que 56 minutes de jeu en Ligue 1 sur la première partie de saison, Bozok est prêté à l'ES Troyes AC le 1er février.

### Carrière internationale
Possédant la double nationalité, Bozok décide de représenter la Turquie dans les catégories jeunes. Sa famille est traditionnellement supportrice du Galatasaray SK. Avec l'équipe des moins de 17 ans, il inscrit en novembre 2012 un doublé lors d'un match amical face au Portugal.
Avec les espoirs turcs, il inscrit en mars 2017 un doublé lors d'une rencontre amicale face à l'Azerbaïdjan ; il délivre également deux passes décisives lors de ce match.

### Consultant à la télévision
Le 27 mai 2018, il commente sur Canal+ le barrage retour de Ligue 2 / National entre Bourg-en-Bresse et Grenoble.

## Statistiques

### Statistiques détaillées
| Saison                | Club                  | Championnat           | Championnat | Championnat | Championnat | Coupe nationale | Coupe nationale | Coupe nationale | Coupe de la Ligue | Coupe de la Ligue | Coupe de la Ligue | Compétition(s) continentale(s) | Compétition(s) continentale(s) | Compétition(s) continentale(s) | Compétition(s) continentale(s) | Total | Total | Total |
| Saison                | Club                  | Division              | M.          | B.          | P.d.        | M.              | B.              | P.d.            | M.                | B.                | P.d.              | Comp.                          | M.                             | B.                             | P.d.                           | M.    | B.    | P.d.  |
| 2016-2017             | GS Consolat           | National              | 31          | 18          | 0           | 6               | 2               | 0               | -                 | -                 | -                 | -                              | -                              | -                              | -                              | 37    | 20    | 0     |
| 2017-2018             | Nîmes Olympique       | Ligue 2               | 36          | 24          | 3           | 1               | 0               | 0               | 1                 | 1                 | 0                 | -                              | -                              | -                              | -                              | 38    | 25    | 3     |
| 2018-2019             | Nîmes Olympique       | Ligue 1               | 25          | 2           | 3           | -               | -               | -               | 2                 | 0                 | 0                 | -                              | -                              | -                              | -                              | 27    | 2     | 3     |
| Sous-total            | Sous-total            | Sous-total            | 61          | 26          | 6           | 1               | 0               | 0               | 3                 | 1                 | 0                 | -                              | -                              | -                              | -                              | 65    | 27    | 6     |
| 2019-2020             | FC Lorient            | Ligue 2               | 16          | 2           | 1           | 3               | 2               | 0               | 1                 | 0                 | 1                 | -                              | -                              | -                              | -                              | 20    | 4     | 2     |
| 2020-2021             | FC Lorient            | Ligue 1               | 5           | 0           | 0           | -               | -               | -               | -                 | -                 | -                 | -                              | -                              | -                              | -                              | 5     | 0     | 0     |
| Sous-total            | Sous-total            | Sous-total            | 21          | 2           | 1           | 3               | 2               | 0               | 1                 | 0                 | 1                 | -                              | -                              | -                              | -                              | 25    | 4     | 2     |
| 2020-2021             | ES Troyes AC (prêt)   | Ligue 2               | 16          | 1           | 1           | -               | -               | -               | -                 | -                 | -                 | -                              | -                              | -                              | -                              | 16    | 1     | 1     |
| 2021-2022             | Kasımpaşa SK (prêt)   | Süper Lig             | 38          | 20          | 7           | 3               | 0               | 1               | -                 | -                 | -                 | -                              | -                              | -                              | -                              | 41    | 20    | 8     |
| 2022-2023             | Trabzonspor           | Süper Lig             | 27          | 8           | 1           | 3               | 1               | 0               | -                 | -                 | -                 | C1+C3+C4                       | 0+5+2                          | 0+1+0                          | 0+1+0                          | 37    | 10    | 2     |
| 2023-2024             | Trabzonspor           | Süper Lig             | 13          | 1           | 1           | 2               | 2               | 0               | -                 | -                 | -                 | -                              | -                              | -                              | -                              | 15    | 3     | 1     |
| 2024-2025             | Trabzonspor           | Süper Lig             | 4           | 1           | 0           | -               | -               | -               | -                 | -                 | -                 | C3+C4                          | -                              | -                              | -                              | 4     | 1     | 0     |
| Sous-total            | Sous-total            | Sous-total            | 44          | 10          | 2           | 5               | 3               | 0               | -                 | -                 | -                 | -                              | 7                              | 1                              | 1                              | 56    | 14    | 3     |
| 2024-2025             | Eyüpspor              | Süper Lig             | 15          | 2           | 1           | 2               | 0               | 0               | -                 | -                 | -                 | -                              | -                              | -                              | -                              | 17    | 2     | 1     |
| Total sur la carrière | Total sur la carrière | Total sur la carrière | 226         | 79          | 18          | 20              | 7               | 1               | 4                 | 1                 | 1                 | -                              | 7                              | 1                              | 1                              | 257   | 88    | 21    |

### En sélection nationale
| Saison                | Sélection             | Phases finales              | Phases finales | Phases finales | Phases finales | Éliminatoires | Éliminatoires | Éliminatoires | Matchs amicaux | Matchs amicaux | Matchs amicaux | Total | Total | Total |
| Saison                | Sélection             | Compétition                 | M              | B              | Pd             | M             | B             | Pd            | M              | B              | Pd             | M     | B     | Pd    |
| --------------------- | --------------------- | --------------------------- | -------------- | -------------- | -------------- | ------------- | ------------- | ------------- | -------------- | -------------- | -------------- | ----- | ----- | ----- |
| 2022-2023             | Turquie               | Ligue des nations 2022-2023 | 1              | 0              | 0              | -             | -             | -             | -              | -              | -              | 1     | 0     | 0     |
| Total sur la carrière | Total sur la carrière | Total sur la carrière       | 1              | 0              | 0              | -             | -             | -             | -              | -              | -              | 1     | 0     | 0     |

### Liste des matchs internationaux
| Matchs internationaux de Umut Bozok | Matchs internationaux de Umut Bozok | Matchs internationaux de Umut Bozok | Matchs internationaux de Umut Bozok | Matchs internationaux de Umut Bozok | Matchs internationaux de Umut Bozok | Matchs internationaux de Umut Bozok                      |
|                                     | Date                                | Lieu                                | Adversaire                          | Résultats                           | Compétitions                        | Notes                                                    |
| ----------------------------------- | ----------------------------------- | ----------------------------------- | ----------------------------------- | ----------------------------------- | ----------------------------------- | -------------------------------------------------------- |
| 1.                                  | 25 septembre 2022                   | Tórsvøllur, Tórshavn, Îles Féroé    | Îles Féroé                          | 2 - 1                               | Ligue des nations 2022-2023         | Rentre en jeu à la 82e minute à la place de Eren Elmalı. |

## Palmarès

### En club
- Championnat de France Ligue 2 en 2020 avec le FC Lorient et en 2021 avec l'ES Troyes AC

### Distinctions individuelles
- Meilleur buteur de Süper Lig en 2022 (20 buts)
- Meilleur buteur de Ligue 2 en 2018 (24 buts)
- Meilleur buteur de National en 2017 (18 buts)
- Membre de l'équipe-type de Ligue 2 en 2018
- Membre de l'équipe-type de National en 2017[22]
- Élu joueur du mois de Ligue 2 en octobre 2017, en novembre 2017 et en mars 2018
- Nommé pour le trophée UNFP du meilleur joueur de Ligue 2 en 2018

## Vie privée
À côté du football, Umut Bozok est pianiste. Il a commencé le piano à 7 ans, poussé par son père musicien ; il obtient le prix du Conservatoire de  Saint-Avold. Il pratique également le karaté pendant neuf ans ; il est champion de Moselle dans la catégorie minimes -65 kg en 2010 et il obtient sa ceinture noire à 16 ans.